# HD19513
HD19513 є хімічно пекулярною зорею спектрального класу
A0 й має видиму зоряну величину в смузі V приблизно 10,3.